# Dino Ottusi
Dino Placido Ottusi, né le 7 septembre 1927 à Monselice (Vénétie) et mort le 1er juillet 1998 à Pavie (Lombardie), est un coureur cycliste italien, professionnel de 1949 à 1953.

## Palmarès
- 1948
  - 2e du Tour du Piémont
- 1949
  - 3e étape du Giro dei Tre Mari
- 1950
  - 6e étape du Tour des Pouilles et Lucanie
- 1952
  - Coppa Luigi Tagliabue

## Résultats sur les grands tours

### Tour d'Italie
3 participations
- 1949 : 43e
- 1950 : 44e
- 1952 : 47e